# Gustaphine Tjombe
Gustaphine Tjombe là một chính trị gia Namibia. Một thành viên của Mặt trận Dân chủ Thống nhất, Tjombe là thành viên của Quốc hội từ 2003-2010. Cô đã tuyên thệ vào Quốc hội để thay thế Eric Biwa, người đã từ chức. Cô được bầu vào năm 2004 như một phần trong danh sách của UDF trong hệ thống đại diện theo tỷ lệ của đất nước. Cô là thành viên hội đồng quản trị của Hiệp hội Nhân quyền Quốc gia Namibia và thư ký hành chính của UDF.